# Vitträsk, Södermanland
Vitträsk är en sjö på Ornö i Haninge kommun i Södermanland och ingår i Tyresån-Trosaåns kustområde. Sjön är 3,6 meter djup, har en yta på 0,134 kvadratkilometer och befinner sig 14,2 meter över havet.

## Delavrinningsområde
Vitträsk ingår i det delavrinningsområde (655166-165062) som SMHI kallar för Rinner till Hanstensfjärden. Medelhöjden är 17 meter över havet och ytan är 27,08 kvadratkilometer. Det finns inga avrinningsområden uppströms utan avrinningsområdet är högsta punkten. Avrinningsområdets utflöde mynnar i havet, utan att ha någon enskild mynningsplats.